# وليام روجرز
وليم روجرز (23 يونيو 1913 - 2 يناير 2001)، بالإنجليزية William P. Rogers، هو سياسي أمريكي، وعمل كرئيس لوزارة الخارجية الأمريكية ثم عمل في منصب المدعي العام في الولايات المتحدة، وذلك في الربع الأخير من القرن العشرين.
ولد وليم روجرز في 23 يونيو عام 1913 في مدينة نورفوك في ولاية نيويورك. بعد أن أنهى دراسته في جامعة كولجيت وكلية كورنيل للحقوق، اجتاز اختبار نقابة المحامين في عام 1937. وعمل مع توماس ديوي من عام 1938 - 1942 في محاكمة الجرائم المنظمة في نيويورك.
دخل البحرية الأمريكية في عام 1942 وخاض معركة أوكيناوا. وخرج منها برتبة قائد ملازم.
وعمل كذلك وزير خارجية الولايات المتحدة في حكومة نيكسون, من 22 يناير 1969 إلى 3 سبتمبر 1973 , عندما قام، ضمن أشياء أخرى، بالمبادرة إلى بدء مجهودات إحلال سلام دائم للصراع العربي الإسرائيلي من خلال ما سـُمي مبادرة روجرز. إلا أن تأثيره كان يضمحل تدريجياً لصالح مستشار الأمن القومي لنيكسون, هنري كيسنجر. وقد تلقى روجرز ميدالية الحرية الرئاسية في 1973.

## روابط خارجية
- وليام روجرز على موقع مونزينجر (الألمانية)
- وليام روجرز على موقع إن إن دي بي (الإنجليزية)